# Ratni trofej
Ratni trofej (grč. τρόπαιον, tropaion, lat. tropaeum), u staroj Grčkoj i Rimu izvorno označavao ratni spomenik sastavljen od predmeta osvojenih na bojnom polju. Vojne pobjede proslavljale su se tada prikazivanjem zarobljenih zastava. Rimski trijumf također je prikazivao ove predmete, ali i one kulturne koji su se naknadno počeli nazivati ratnim trofejima. Dijelovi tijela zaklanih neprijatelja ponekad su služili kao trofeji još od antike, a takva se praksa nazivala skupljanje čovječjih trofeja.

## Poveznice
- Ratni plijen